# بمباسري
بمباسري (بالفارسية: بمباسری) هي قرية تقع في قسم نغور الريفي (مقاطعة تشابهار) في إيران. يقدر عدد سكانها بـ 967 نسمة بحسب إحصاء 2016.